# Bizoń
Bizoń – polskie nazwisko, na początku lat 90. XX wieku nosiło je w Polsce około 2000 osób.
Osoby noszące nazwisko Bizoń:
- Marta Bizoń – polska aktorka teatralna i filmowa.
- Zbigniew Bizoń – polski kompozytor, saksofonista tenorowy, organista, wokalista i aranżer,
- Andrzej Bizoń – polski aktor niezawodowy, model,
- Zbigniew Bizoń – polski żużlowiec.